# Smoke & Mirrors
Smoke & Mirrors é o quinto álbum de estúdio da banda americana Lifehouse. Foi lançado em 2 de março de 2010 pela Geffen Records.

## Faixas
| N.º | Título                              | Duração |  |
| 1.  | "All In"                            | 3:54    |  |
| 2.  | "Nerve Damage"                      | 4:27    |  |
| 3.  | "Had Enough" (Feat. Chris Daughtry) |         |  |
| 4.  | "Halfway Gone"                      | 3:14    |  |
| 5.  | "It Is What It Is"                  | 3:20    |  |
| 6.  | "From Where You Are"                | 3:06    |  |
| 7.  | "Smoke & Mirrors"                   | 4:25    |  |
| 8.  | "Falling In"                        | 3:44    |  |
| 9.  | "Wrecking Ball"                     | 4:24    |  |
| 10. | "Here Tomorrow Gone Today"          |         |  |
| 11. | "By Your Side"                      | 4:08    |  |
| 12. | "In Your Skin"                      | 3:24    |  |

| Deluxe Edition |                                                         |                |         |  |
| N.º            | Título                                                  | Compositor(es) | Duração |  |
| 13.            | "All That I’m Asking For"                               | Wade, Cole     | 3:55    |  |
| 14.            | "Crash and Burn"                                        | Wade           | 4:15    |  |
| 15.            | "Everything"                                            | Wade           | 6:26    |  |
| 16.            | "Near Life Experience"                                  | Wade           | 4:11    |  |
| 17.            | "Don't Wake Me When It's Over (iTunes exclusive)"       |                | 3:26    |  |
| 18.            | "Best of Me (What's Left of Me) (Amazon.com exclusive)" |                | 3:05    |  |
| 19.            | "Halfway Gone (Demolition Crew remix)"                  |                | 3:35    |  |